# 波爱修斯
亞尼修·瑪理烏斯·塞味利諾·波爱修斯（拉丁語：Anicius Manlius Severinus Boëthius；Boëthius 读作/boʊˈiːθi.əs/，也译作波伊提乌，480年—524或525年），六世纪早期哲学家。也是希腊罗马哲学最后一名哲学家，经院哲学第一位哲学家。
波愛修斯出生於罗马一个古老的名門望族安尼修斯家族，这个家族曾出现过罗马皇帝佩特罗尼乌斯·马克西穆斯和奥利布里乌斯以及多名罗马执政官。他的父亲在日耳曼人奥多亚塞废黜了最後一位罗马皇帝罗慕路斯·奥古斯都之后，于487年成为执政官。波爱修斯本人也很早就步入政坛，在他25岁时已成为了元老院成员。510年，波爱修斯在东哥德王国統治意大利時期成为执政官。522年，他的两个儿子也双双成为执政官。
后来东哥德王国的统治者狄奥多里克大帝怀疑他联络东罗马帝国谋反，将他囚禁在帕维亚，最終他被元老院判处死刑。
波愛修斯在監獄中写下了关于命运和死亡等形而上學、倫理學问题的哲学巨著《哲学的慰藉》，这本书成为了中世纪最有影响力的哲學著作。
波愛修斯在羅馬天主教中被奉列為聖人，他的紀念日位於10月23日。

## 生平
塞味利諾·波愛修斯於480年生於羅馬，出身貴族，年幼時父母雙亡，由親屬西瑪古撫養成人，並教導他學習希臘文、文學和哲學。

## 著作
波愛修斯博學多才，在中世紀初期的學術界，享有崇高的榮譽，他將希臘哲學家亞里士多德和柏拉圖的作品翻譯成拉丁文，同時將古代學者畢太古的音樂、歐幾里德的幾何學、尼哥瑪古的數學（De institutione arithmetica libri duo）、托勒密的天文學、阿基米德的機械學，都翻譯成拉丁文介紹給羅馬人。波愛修斯自己也編寫了許多關於倫理學、數學、幾何學和音樂的書籍，他對神學尤有深邃的研究，著有神學書籍多種。

### 哲學：《哲學的慰藉》

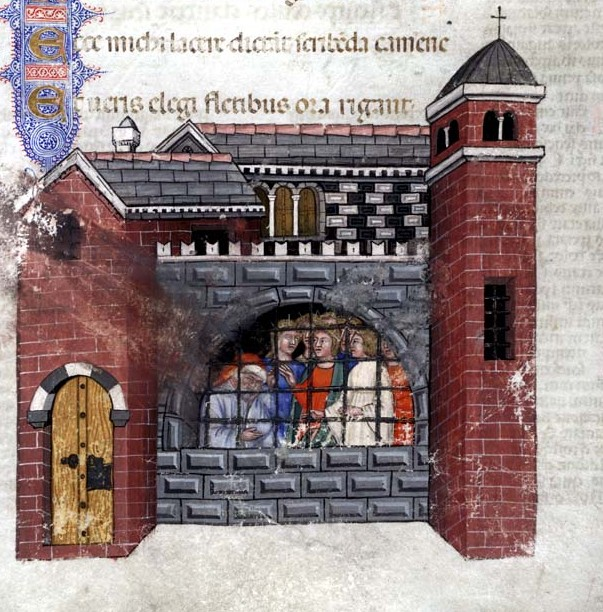
波愛修斯在被囚禁时著成《哲学的慰藉》

波爱修斯最有名的著作是《哲学的慰藉》。这本书最有可能是在他被流放和在监狱中等待处决时写成的。他的一生都在致力于保存古代的古典主义知识，尤其是哲学。
这部著作代表了他本人和哲学的对话。在书中哲学以哲学女神的形象出现。书中主张尽管这个存在明显的不平等，但是从柏拉图式的意义来说，这个世界上仍然存在一个更高的力量，其他的一切都要服从于这个崇高的“天道”（Providence）。
这本书有几部手稿留存了下来，在欧洲，这些手稿在此后直到十五世纪甚至更晚的世纪曾被广泛地修改、翻译和印刷。

### 音樂：《音樂的綱要》
音樂的綱要(英語：the fundamental of music)是波愛修斯早期的作品，並將音樂歸為中世紀博雅教育(liberal arts)的四藝(quadrivium)之一。
對波愛修斯而言，音樂是數字科學，數字的比例決定音程(interval)、諧和音程(consonances), 音階(scales)及調音(tuning)。
波愛修斯依據希臘哲學家尼科馬庫斯及托勒密的第一本著作諧和論(harmonics)，進行編纂。雖然後世不太清楚有多少內容承襲自其他作者，不過可以肯定的是內容的論述乃基於希臘的數學及音樂理論。
波愛修斯將音樂分為三種類型：

1. musica mundane(the music of the universe)：恆星、行星的運動，四季的變換以及自然環境(elements)與數值間的關係有關。

2. musica humana(human music)：人的身體、心靈達到協調平衡。

3. musica instrumentalis(instrumental music)：樂器或人聲製造出聽得見的聲響。
波愛修斯強調音樂影響性格，故音樂的修習對年輕人來說很重要。音樂不能憑藉直覺，是必須透過判斷及推理的過程產生的。

## 擴展閱讀

Dialectica, 1547

### 作品
- James, H. R. (translator) [1897], , The University of Adelaide: eBooks @ Adelaide, 2007, （原始内容存档于2007-04-27）.
- Boethius, Anicius Manlius Severinus. . Gottfried Friedlein  (编). . in aedibus B.G. Teubneri. 1867: 1–173  [2008-08-03]. （原始内容存档于2021-03-07） （拉丁语）.
- Boethius, Anicius Manlius Severinus. . Gottfried Friedlein  (编). . in aedibus B.G. Teubneri. 1867: 177–371  [2008-08-03]. （原始内容存档于2021-03-07） （拉丁语）.

### 傳記
- Attwater, Donald; Catherine Rachel John. . London: Penguin Books. 1995. ISBN 0-14-051312-4. OCLC 34361179.
- Baird, Forrest E.; Walter Kaufmann. . Upper Saddle River, New Jersey: Pearson Prentice Hall. 2008. ISBN 0-13-158591-6.
- Chadwick, Henry. . Oxford: Clarendon Press. 1981. ISBN 0-19-826549-2. OCLC 8533668.
- Colish, Marcia L. . New Haven: Yale University Press. 2002. ISBN 0-300-07852-8. OCLC 185694056.
- Magee, John. . Leiden: Brill. 1989. ISBN 9-0040-9096-7.
- Marenbon, John. . Oxford: Oxford University Press. 2004. ISBN 0-19-513407-9. OCLC 186379876.
- Marenbon, John. . Cambridge: Cambridge University Press. 2009. ISBN 0-52-187266-9.
- Westfall, Joseph. . Stewart, Jon  (编). . Ashgate. 2008: 207–222. ISBN 9780754663911.
- Papahagi, Adrian, Boethiana Mediaevalia – A Collection of Studies on the Early Medieval Fortune of Boethius’ Consolation of Philosophy, Zeta Books, 2010, ISBN 978-973-1997-79-7.

### 音樂作品集
- Carlo Forlivesi（英语：Carlo Forlivesi）, Boethius (2008) for biwa. The piece is included in the CD album Silenziosa Luna（英语：Silenziosa Luna） (ALCD 76).

## 外部連結

### 作品
- Anicius Manlius Severinus Boethius的作品  - 古騰堡計劃
- De Trinitate (On the Holy Trinity) （页面存档备份，存于） — Boethius, Erik Kenyon (trans.)
- Theological Tractates （页面存档备份，存于）; Christian Classics Ethereal Library
- A 10th century manuscript of Institutio Arithmetica is available online from Lund University, Sweden
- The Geoffrey Freudlin 1885 edition of the Arithmetica, from the Cornell Library Historical Mathematics Monographs （页面存档备份，存于）
- Online Galleries, History of Science Collections, University of Oklahoma Libraries （页面存档备份，存于） High resolution images of works by Boethius in .jpg and .tiff format.

### 傳記
- Blessed Severinus Boethius at Patron Saints Index
- Stephen J. Blackwood（英语：Stephen J. Blackwood）, The Meters of Boethius: Rhythmic Therapy in the Consolation of Philosophy.
- 約翰·J·奧康納; 埃德蒙·F·羅伯遜, ,  （英语）
- Phillips, Philip Edward. Boethius: A Selected Bibliography for Students （页面存档备份，存于）
- Boethius （页面存档备份，存于） at The Online Library of Liberty
- On Boethius and Cassiodorus （页面存档备份，存于） — 教宗本篤十六世

### 哲學、邏輯
- John Marenbon. . 扎尔塔, 爱德华·N  (编). .
- The Contribution of Boethius to the Development of Medieval Logic[永久]